# پایگاه هوایی ماندویل
پایگاه هوایی ماندویل (به انگلیسی: Mandeville Aerodrome) یک فرودگاه خصوصی است که یک باند فرود چمن دارد و طول باند آن ۹۸۰ متر است. این فرودگاه در شهر ماندویل کشور نیوزلند قرار دارد و در ارتفاع ۱۰۰ متری از سطح دریا واقع شده است.